# Lista eponimicznych nazw chorób
Wśród eponimów medycznych najliczniejszą grupę stanowią choroby biorące swą nazwę od nazwisk przede wszystkim lekarzy, którzy opisali je jako pierwsi, rzadziej od postaci historycznych bądź nazwisk pacjentów.
Eponimy będące pojęciami anatomicznymi lub histologicznymi znajdują się w artykule eponimy anatomiczne.
Odimienne nazwy objawów chorobowych znajdują się w artykule lista eponimicznych nazw objawów chorobowych.
A B C D E F G H I J K LŁ M N O P Q R S T U V W XYZ Przypisy Bibliografia

## A
- zespół Aagenaesa – Oystein Aagenaes
- zespół Aarskoga – Dagfinn Aarskog
- zespół Aarskoga-Scotta – Dagfinn Aarskog, Charles I. Scott
- zespół Aase-Smitha – Jon Morton Aase, David Weyhe Smith
- zespół Abdallat-Davisa-Farrage’a – Adnan Al Abdallat, S.M. Davis, James Robert Farrage
- zespół Abderhaldena-Kaufmanna-Lignaca – Emil Abderhalden, Eduard Kauffman, George Lignac
- mięsak Abernethy’ego – John Abernethy
- guz Abrikosowa – Aleksiej Iwanowicz Abrikosow
- zespół Abta-Letterera-Siwego – Arthur Frederick Abt
- zespół Acharda-Thiersa – Emile Achard, Joseph Thiers
- zespół Ackermana – James L. Ackerman
- choroba d’Acosty (choroba górska) – José d’Acosta
- zespół Adamsa-Olivera
- choroba Addisona – Thomas Addison
- zespół Adsona-Caffeya – Alfred Adson, I.R. Caffey
- zespół Afzeliusa (zespół nieruchomych rzęsek) – Björn Arvid Afzelius
- zespół Aicardiego – Jean Aicardi
- zespół Alagille’a – Daniel Alagille
- choroba Albersa-Schönberga – Heinrich Albers-Schönberg
- zespół Albrighta – Fuller Albright
- choroba Albrighta-Butlera-Bloomberga – Fuller Albright, Allan Macy Butler, Esther Bloomberg
- zespół Albrighta-Hadorna – Fuller Albright, Walter Hadorn
- choroba Alexandra – William Stuart Alexander
- zespół Allana-Herndona-Dudleya
- zespół Allezandriniego
- zespół Allgrove’a – Jeremy Allgrove
- choroba Alpersa – Bernard Jacob Alpers
- zespół Alporta – Arthur Cecil Alport
- zespół Alströma – Carl Henry Alström
- choroba Alzheimera – Alois Alzheimer
- choroba Andersa – James Meschter Anders
- choroba Andersen – Dorothy Andersen
- zespół Andersen-Tawila
- choroba Anderssona-Fabry’ego – William Anderson, Johannes Fabry
- zespół Andersona
- zespół Angelmana – Harry Angelman
- zespół Angelucciego – Arnaldo Angelucci
- zespół Antleya-Bixlera – Ray M. Antley, David Bixler
- zespół Antona-Babińskiego – Gabriel Anton, Józef Babiński
- zespół Aperta – Eugène Apert
- zespół Arakawy – Tsuneo Arakawa
- nefropatia Armanniego-Ebsteina – Luciano Armanni, Wilhelm Ebstein
- guz Arniga – Eduard Arning
- malformacja Arnolda-Chiariego – Julius Arnold, Hans Chiari
- zespół Ashermana – Joseph G. Asherman
- guz Askina
- zespół Aspergera – Hans Asperger
- choroba Assmana (mielofibroza szpiku)
- zespół Avellisa – Georg Avellis
- zespół Axenfelda-Riegera – Theodor Axenfeld
- zespół Ayerzy – Abel Ayerza
- zespół Ayerzy-Arrillagi – Abel Ayerza, Francisco Arrillaga

## B
- choroba Babingtona – Benjamin Babington
- objaw Babińskiego – Józef Babiński
- zespół Babińskiego-Fröhlicha – Józef Babiński, Alfred Fröhlich
- zespół Babińskiego-Fromenta – Józef Babiński, Jules Froment
- zespół Babińskiego-Nageotte’a – Józef Babiński, Jean Nageotte
- torbiel Bakera – William Morrant Baker
- stwardnienie koncentryczne Baló – József Baló
- choroba Bambergera – Heinrich von Bamberger
- choroba Bambergera-Mariego – Eugen von Bamberger, Pierre Marie
- choroba Banga (brucelloza) – Bernhard Bang
- zespół Bannayana-Rileya-Ruvalcaby – George A. Bannayan, Harris D. Riley Jr., Rogelio H.A. Ruvalcaba
- zespół Bannwartha – Alfred Bannwarth
- choroba Bantiego – Guido Banti
- zespół Bárány’ego – Robert Bárány
- zespół Bardeta-Biedla – Georges Bardet, Arthur Biedl
- choroba Barlowa – Thomas Barlow
- zespół Barlowa – John Barlow
- zespół Barraquera-Simonsa – Luis Barraquer Roviralta, Arthur Simons
- zespół Barrégo i Liéou – Jean Alexandre Barré, Yang-Choen Liéou
- przełyk Barretta – Norman Barrett
- zespół Barta-Pumphreya – R.S. Bart, R.E. Pumphrey
- zespół Bartha – Peter Barth
- torbiel Bartholina – Caspar Bartholin
- zespół Barttera (zespół Schwartza-Barttera) – Frederic Bartter
- choroba Gravesa-Basedowa – Karl Adolph von Basedow
- zespół Basedowa – Karl Adolph von Basedow
- zespół Bassena-Kornzweiga – Frank Bassen, Abraham Kornzweig
- zespół Bastiana
- choroba Battena – Frederick Batten
- zespół Bazexa
- choroba Bazina – Pierre-Antoine-Ernest Bazin
- zespół Bealsa
- dystrofia mięśniowa Beckera – Peter Emil Becker
- zespół Beckwitha-Wiedemanna – John Bruce Beckwith, Hans-Rudolf Wiedemann
- choroba Behçeta – Hulusi Behçet
- choroba Bechterewa – Władimir Bechterew (Biechtieriew)
- znamię Beckera – Samuel William Becker
- zespół Beemera-Langera
- zespół Behra – Carl Behr
- porażenie Bella – Charles Bell
- zespół Benedikta – Moriz Benedikt
- zespół Benjamina – E. Benjamin
- choroba Bergera – Jean Berger
- choroba Bergerona – Etienne-Jules Bergeron
- zespół Bernarda-Souliera – Jean Bernard, Jean Pierre Soulier
- parestezja Bernhardta-Rotha – Martin Bernhardt, Vladimir Karlovich Roth
- zespół Bernheima – Hippolyte Bernheim
- świerzbiączka Besniera (atopowe zapalenie skóry) – Ernest Henri Besnier
- choroba Besniera-Boecka-Schaumanna (sarkoidoza) – Ernest Henri Besnier, Cæsar Peter Møller Boeck, Jörgen Nilsen Schaumann
- choroba Besta
- ropień Bezolda
- zespół Bibera-Haaba-Dimmera
- anemia Biermera – Michael Anton Biermer
- zapalenie pnia mózgu Bickerstaffa – Edwin Bickerstaff
- zespół Binga-Neela – Jens Bing, Axel Valdemar Neel
- choroba Binswangera – Otto Binswanger
- zespół Birt-Hogg-Dubé – Angela R. Birt, Georgina R. Hogg i W.J. Dubé
- zespół Bjørnstada
- zespół Blanda-White’a-Garlanda – Edward Franklin Bland, Paul Dudley White, Joseph Garland
- zespół Blaua – Edward B. Blau
- niedokrwistość Blackfana-Diamonda
- zespół Blizzarda
- zespół Blocha-Sulzbergera
- zespół Blooma – David Bloom
- choroba Blounta
- przepuklina Bochdaleka – Vincent Alexander Bochdalek
- zespół Boerhaavego – Hermann Boerhaave
- zespół Bogorada – F.A. Bogorad
- zespół Bonnevie-Ullricha – Kristine Bonnevie, Otto Ullrich
- zespół Bööka
- zespół Börjesona-Forssmana-Lehmana – Mats Börjeson, Hans Forssman, O. Lehmann
- choroba Bourneville’a-Pringle’a – Désiré-Magloire Bourneville, John James Pringle
- choroba Bowena – John T. Bowen
- zespół Brachmana-de Lange (zespół Cornelii de Lange) – Cornelia de Lange
- zespół Brailsforda-Morquio – James Frederick Brailsford, Luís Morquio
- zespół Brandta – Thore Edvard Brandt
- guz Brennera – Fritz Brenner
- nerka Brewera – George Emerson Brewer
- choroba Brighta – Richard Bright
- choroba Brilla-Symmersa – Nathan Brill, Douglas Symmers
- choroba Brilla-Zinssera – Nathan Brill, Hans Zinsser
- zespół Briqueta – Paul Briquet
- choroba Brissauda – Édouard Brissaud
- zespół Brissauda-Sicarda – Édouard Brissaud, Jean Athanase Sicard
- apopleksja Broadbenta – William Broadbent
- zespół Brocka – Russell Claude Brock
- ropień Brodiego – Benjamin Collins Brodie
- zespół Brodiego – Benjamin Collins Brodie
- zespół Browna-Sequarda – Charles-Édouard Brown-Séquard
- brucelloza – David Bruce
- zespół Brugadów – Pedro Brugada, Josep Brugada
- zespół Brunsa – Ludwig Bruns
- zespół Brutona-Gitlina – Ogden Carr Bruton, David Gitlin
- zespół Budda-Chiariego – George Budd, Hans Chiari
- choroba Buergera – Leo Buerger
- zespół Bumkego – Oswald Conrad Edouard Bumke
- zespół Burgera-Grutza – Max Burger, Otto Grutz
- chłoniak Burkitta – Denis Parsons Burkitt
- zespół Burnetta – Charles Hoyt Burnett
- złamanie Burtona
- kłykciny Buschkego-Löwensteina – Abraham Buschke, Ludwig W. Löwenstein
- zespół Buschkego-Ollendorff – Abraham Buschke, Helene Obbendorff-Curth
- choroba Bylera
- zespół Bywatersa – Eric Bywaters

## C
- zespół Caffeya-Silvermana – John Patrick Caffey, William Aaron Silverman
- choroba Calvégo – Jacques Calvé
- zespół Camery-Marugi-Cohena
- wrzód Camerona – Alan J. Cameron
- zespół Campanacciego – Mario Campanacci
- choroba Canavan – Myrtelle Canavan
- zespół Cannona – Walter Cannon
- zespół Capgrasa – Joseph Capgras
- zespół Caplana – Anthony Caplan
- zespół Carneya – J. Aidan Carney
- zespół Carolego – J. Caroli
- zespół Carpentera
- choroba Carrióna (bartonelloza) – Daniel Alcides Carrión
- choroba Castlemana – Benjamin Castleman
- zespół Céstana-Chenaisa – Étienne Jacques Marie Raymond Céstan, Louis Jean Chennais
- choroba Chagasa – Carlos Chagas
- złamanie Chance’a
- staw Charcota – Jean-Martin Charcot
- choroba Charcota (stwardnienie zanikowe boczne) – Jean-Martin Charcot
- choroba Charcota-Mariego-Tootha – Jean-Martin Charcot, Pierre Marie, Howard Henry Tooth
- podwichnięcie Chassaigniac – Charles Marie Edouard Chassaignac
- choroba Cheadle’a (choroba Barlowa) – Walter Butler Cheadle
- zespół Chédiaka-Higashiego – Alexander Chédiak, Otokata Higashi
- zespół Chiariego-Frommela – Johann Baptist Chiari, Richard Frommel
- zespół Chilaiditiego – Demetrius Chilaiditi
- zespół Christa-Siemensa-Touraine’a – Josef Christ, Hermann Werner Siemens, Albert Touraine
- choroba Christensena-Krabbego – Erna Christensen, Knud Krabbe
- choroba Christmasa – Stephen Christmas
- zespół Churga-Strauss – Jacob Churg, Lotte Straus
- zespół Claude’a Bernarda-Hornera (zespół Hornera) – Claude Bernard
- zespół Claude’a – Henri Claude
- zespół Clerambaulta – Gaëtan Gatian de Clérambault
- zespół Clerambaulta-Kandinsky’ego – Gaëtan Gatian de Clérambault, Wiktor Kandinski
- zespół Cloustona – Howard Rae Clouston
- choroba Coatsa – George Coats
- guz Cocka – Edward Cock
- zespół Cockayne’a – Edward Alfred Cockayne
- zespół Coffina-Lowry’ego – Grange S. Coffin, Robert Brian Lowry
- zespół Coffina-Sirisa
- zespół Cogana – David Glendenning Cogan
- zespół Cohena
- złamanie Collesa – Abraham Colles
- zespół Colleta-Sicarda – Frédéric Justin Collet, Jean-Athanase Sicard
- choroba Concato – Luigi Maria Concato
- zespół Conna – Jerome Conn
- zespół Conradiego-Hünermanna-Happle’a
- anemia Cooleya – Thomas Benton Cooley
- choroba Coriego – Carl Ferdinand Cori
- zespół Cornelii de Lange – Cornelia Catharina de Lange
- zespół Costello – Jack Costello
- zespół Costena – James Bray Costen
- zespół Cotarda – Jules Cotard
- złamanie Cottona
- zespół Cowdena
- zespół Criglera-Najjara – John Fielding Crigler, Victor Assad Najjar
- zespół Crocqa-Cassirera – Jean Crocq, Richard Cassirer
- choroba Creutzfeldta-Jakoba – Hans Gerhard Creutzfeldt, Alfons Maria Jakob
- choroba Crohna – Burrill Bernard Crohn
- zespół Cronkhite’a i Canady – L.W. Cronkite, Wilma Canada
- zespół Crouzona – Octave Crouzon
- choroba Cruveilhiera-Baumgartena – Jean Cruveilhier, Paul Clemens von Baumgarten
- choroba Cruza – Osvaldo Gonçalves Cruz
- wrzód Curlinga – Thomas Blizard Curling
- zespół Currarino
- zespół Curschmanna-Steinerta (dystrofia miotoniczna) – Hans Curschmann, Hans Gustav Steinhart
- zespół Curschmanna-Battena-Steinerta – Hans Curschmann, Frederick Batten, Hans Gustav Steinhart
- wrzód Cushinga – Harvey Cushing
- zespół Cushinga i choroba Cushinga – Harvey Cushing

## D
- zespół Da Costy – Jacob Mendes Da Costa
- choroba Dalrymple’a – John Dalrymple
- zespół Danbolta-Clossa (acrodermatitis enteropathica) – Niels Christian Gauslaa Danbolt, Karl Philipp Closs
- zespół Dandy’ego-Walkera – Walter Edward Dandy, Arthur Earl Walker
- choroba Dariera – Ferdinand-Jean Darier
- choroba Davidsona
- guz Dąbskiej – Maria Dąbska
- Zespół de Grouchy’ego
- choroba Dejerine’a-Sottasa – Joseph Jules Dejerine, Jules Sottas
- choroba del Castillo – Enrique Benjamin Del Castillo
- zespół Denysa-Drasha
- choroba Dercuma – Francis Xavier Dercum
- choroba Devica
- zespół Diamonda-Blackfana
- malformacja Dieulafoya – Paul Georges Dieulafoy
- zespół Di George’a – Angelo Mari DiGeorge
- choroba Di Guglielmo
- zespół Donohue (leprechaunizm) – W.L. Donohue
- donowanoza
- odmiana Dowlinga-Meary epidermolysis bullosa
- zespół Downa – John Langdon Down
- zespół Dresslera – Lucas Anton Dressler
- zespół Duane’a – Alexander Duane
- zespół Dubina i Johnsona
- dystrofia mięśniowa Duchenne’a – Guillaume Benjamin Amand Duchenne de Boulogne
- Choroba Dühringa – Louis Adolphus Duhring
- choroba Duncana
- złamanie Dupuytrena – Guillaume Dupuytren
- zespół Duranda
- krwotok Dureta – Henri Duret
- złamanie Duverneya – Guichard Joseph Duverney
- zespół Dyggve-Melchiora-Clausena

## E
- choroba Ealesa
- choroba Ealsa
- anomalia Ebsteina – Wilhelm Ebstein
- zapalenie mózgu von Economo – Constantin von Economo
- zespół Edwardsa – John H. Edwards
- zespół Ehlersa-Danlosa – Edvard Lauritz Ehlers, Henri-Alexandre Danlos
- zespół Eijkmana (niedobór witaminy B1) – Christiaan Eijkman
- zespół Eisenmengera
- zespół Ekboma – Karl Axel Ekbom
- zespół Elejalde – B. Rafael Elejalde
- choroba Elejalde
- zespół Ellisa-van Crevelda – Richard White Bernhard Ellis, Simon van Creveld
- zespół Emery’ego-Dreifussa – Alan Eglin Heathcote Emery, Fritz Emanuel Dreifuss
- perły Epsteina
- zespół Escobara – Victor Escobar
- złamanie Essexa-Loprestiego – Peter Gordon Lawrence Essex-Lopresti
- mięsak Ewinga – James Ewing

## F
- choroba Fabry’ego – Johannes Fabry
- trylogia Fallota, tetralogia Fallota, pentalogia Fallota – Etienne-Louis Arthur Fallot
- anemia Fanconiego – Guido Fanconi
- zespół Fanconiego-Bickela – Guido Fanconi, Horst Bickel
- choroba Farbera – Sidney Farber
- zespół Feingolda – Murray Feingold
- zespół Felty’ego – Augustus Roi Felty
- zespół Fergusona Smitha – John Ferguson Smith
- zespół Fitz-Hugh-Curtisa – Arthur H. Curtis, Thomas Fitz-Hugh Jr.
- zespół Flataua – Edward Flatau
- choroba Foixa-Alajouanine – Théophile A.J. Alajouanine, Charles Foix
- choroba Føllinga (fenyloketonuria) – Ivar Asbjørn Følling
- zespół Fostera Kennedy’ego – Robert Foster Kennedy
- choroba Foxa-Fordyce’a – John Addison Fordyce, George Henry Fox
- gangrena Fourniera – Jean Alfred Fournier
- choroba Forbesa – Gilbert Burnett Forbes
- choroba Forbes-Albrighta – Fuller Albright, Anne P. Forbes
- zespół Foster-Kennedy’ego – Robert Foster Kennedy
- dystrofia Franceschettiego – Adolphe Franceschetti
- zespół Friasa – Jaime L. Frias
- choroba Fugate
- choroba Franklina
- zespół Frasera – George R. Fraser
- zespół Freemana-Sheldona
- ataksja Friedreicha – Nikolaus Friedreich
- zespół Fröhse’a
- zespół Froina – Georges Froin
- zespół Fromenta – Jules Froment
- zespół Fuchsa – Ernst Fuchs
- wrodzona dystrofia mięśniowa Fukuyamy

## G
- złamanie Galeazziego – Ricardo Galeazzi
- zespół Garcina
- zespół Gardnera
- choroba Gauchera
- choroba Lou Gehriga – Henry Louis Gehrig
- zespół Gerstmanna – Josef Gerstmann
- zespół Gerstmanna-Sträusslera-Scheinkera – Josef Gerstmann, Ernst Sträussler, Ilya Mark Scheinker
- objaw pierwotny Ghona – Anton Ghon
- choroba Gianottiego-Crostiego
- łupież różowy Giberta – Camille-Melchior Gibert
- zespół Gilberta – Augustin Nicolas Gilbert
- choroba Gilchrista
- zespół Gitelmana – Hillel J. Gitelman
- trombastenia Glanzmanna – Eduard Glanzmann
- choroba Glińskiego-Simmondsa – Leon Konrad Gliński, Morris Simmonds
- zespół van Goethema
- zespół Goldenhara – Maurice Goldenhar
- zespół Goodpasture’a – Ernest William Goodpasture
- zespół Gorlina – Robert James Gorlin
- zespół Gorlina-Vickersa
- zespół Gradenigo – Giuseppe Gradenigo
- choroba Gravesa-Basedowa – Robert James Graves, Karl Adolph von Basedow
- guz Grawitza – Paul Albert Grawitz
- zespół Grebego – Hans Grebe
- zespół Gregga
- zespół Greiga – David Middleton Greig
- zespół Griscellego – Claude Griscelli
- zespół Grisela – P. Grisel
- zespół Grönblada-Strandberga
- zespół Millarda-Gublera – Adolphe Marie Gubler, Auguste Louis Jules Millard
- zespół Guérina-Sterna
- zespół Guillaina-Barrégo – Georges Guillain, Jean Alexandre Barré
- zespół Gullo – Lucio Gullo
- choroba Gunthera
- zespół Gänsslena – Max Gänsslen

## H
- choroba Habermanna-Muchy
- zespół Haferkampa – Otto Haferkamp
- choroba Haglunda
- choroba Haileya-Haileya – Hugh Edward Hailey, William Howard Hailey
- zespół Hajdu-Cheneya
- zespół Hakima
- zespół Halla-Hittnera
- zespół Hallermanna-Streiffa – Wilhelm Hallermann, Enrico Bernardo Streiff
- choroba Hallervordena-Spatza – Julius Hallervorden, Hugo Spatz
- postać Hallopeau-Siemensa epidermolysis bullosa
- zespół Handlera
- choroba Hansena (trąd) – Gerhard Armauer Hansen
- choroba Hartnupów
- zapalenie tarczycy Hashimoto – Hakaru Hashimoto
- choroba Hecka
- zespół Heerfordta – Christian Frederik Heerfordt
- choroba Heinego-Medina – Jacob von Heine, Karl Oskar Medin
- zespół Heldingera
- plamica Henocha-Schönleina – Eduard Heinrich Henoch, Johann Lukas Schönlein
- odmiana Herlitza pęcherzowego oddzielania się naskórka
- zespół Hermanskiego-Pudlaka – František Heřmanský, Pavel Pudlák
- choroba Hersa – Henri-Géry Hers
- zespół Heyde’a
- zespół Hinmana
- zespół Hioba – Hiob
- zespół von Hippla-Lindaua – Eugen von Hippel, Arvid Lindau
- choroba Hirschsprunga – Harald Hirschsprung
- choroba Hodgkina – Thomas Hodgkin
- choroba Hoffy
- zespół Hoigné – Rolf Hoigné
- zespół Holt-Oram
- zespół Hornera – Johann Friedrich Horner
- choroba Hortona – Bayard Taylor Horton
- migrena Hortona – Bayard Taylor Horton
- zespół Howela-Evansa – William Howel-Evans
- zespół Hughesa (zespół antyfosfolipidowy) – Graham Robert Vivian Hughes
- choroba Huntingtona – George Huntington
- zespół Hurler – Gertrud Hurler
- zespół Huntera – Charles Hunter
- progeria Hutchinsona-Gilforda – Jonathan Hutchinson, Hastings Gilford

## I
- zespół Imerslund-Gräsbecka – Olga Imerslund, Armas Ralph Gustaf Gräsbeck
- zespół Ivemarka (zespół dysplazji nerkowo-wątrobowo-trzustkowej) – Biörn I. Ivemark
- znamię Ito – Minor Ito
- hipomelanoza Ito

## J
- padaczka Jacksona – John Hughlings Jackson
- zespół Jacksona-Lawlera
- zespół Jacksona-Weissa
- zespół Jacobsena – Petra Jacobsen
- znamię Jadassohna – Josef Jadassohn
- zespół Jadassohna-Lewandowsky’ego – Josef Jadassohn, Felix Lewandowsky
- zespół Janza – Dieter Janz
- złamanie Jeffersona
- zespół Jervella i Lange-Nielsena
- zespół Jeunego
- zespół Joba
- zespół Joubert
- choroba Jünglinga – Adolph Otto Jüngling

## K
- choroba Kahlera – Otto Kahler
- zespół Kallmanna – Franz Josef Kallmann
- zespół Kannera (autyzm dziecięcy) – Leo Kanner
- mięsak Kaposiego – Moritz Kaposi
- zespół Kartagenera – Manes Kartagener
- zespół Kasabacha-Merritt
- choroba Kazem-Beka – Aleksiej Nikołajewicz Kazem-Bek
- choroba Kawasakiego – Tomisaku Kawasaki
- zespół Kearnsa-Sayre’a – Thomas P. Kearns, George Pomeroy Sayre
- zespół Kennedy’ego – Robert Foster Kennedy
- Choroba Kienböcka – Robert Kienböck
- choroba Kikuchiego – M. Kikuchi
- choroba Kimmelstiela-Wilsona – Paul Herbert Kimmelstiel, Clifford Wilson
- choroba Kimury
- zespół Kindler – Theresa Kindler
- zespół Kinga-Kopetzky’ego
- zespół Kinsbourne’a
- neuropatia nerwu wzrokowego Kjera – Poul Kjer
- guz Klatskina – Gerald Klatskin
- zespół Kleina-Waardenburga
- zespół Klinefeltera – Harry Fitch Klinefelter
- zespół Klippla i Feila – Maurice Klippel, André Feil
- zespół Klippla-Trénaunaya – Maurice Klippel, Paul Trénaunay
- porażenie Klumpke – Augusta Marie Dejerine-Klumpke
- zespół Klüvera-Bucy’ego
- zespół Kniesta (dysplazja Kniesta) – Wilhelm Kniest
- guzki Koenena – Joannes Koenen
- zespół Kohlschuttera
- choroba Köhlera – Alban Köhler
- zespół Kornera
- zespół Korsakowa – Siergiej Siergiejewicz Korsakow
- padaczka Kożewnikowa – Aleksiej Jakowlewicz Kożewnikow
- choroba Krabbego – Knud Haraldsen Krabbe
- guz Krukenberga – Friedrich Ernst Krukenberg
- choroba Kufsa – Hugo Friedrich Kufs
- choroba Kugelberga-Welander – Erik Klas Henrik Kugelberg, Lisa Welander
- choroba Kussmaula, choroba Kussmaula-Maiera (guzkowe zapalenie tętnic) – Adolf Kussmaul

## LŁ
- zespół Ladda – William Edwards Ladd
- choroba Lafory – Gonzalo Rodriguez Lafora
- zespół Lamberta-Eatona – Lealdes McKendree Eaton, Edward Howard Lambert
- zespół Landaua-Kleffnera
- posocznica Landouzy’ego – Louis Théophile Joseph Landouzy
- karłowatość typu Larona – Cewi Laron
- zespół Larsona
- zespół Laugiera-Hunzikera
- zespół Laurence’a-Moona-Biedla – John Zachariah Laurence, Robert Charles Moon
- dziedziczna neuropatia nerwu wzrokowego Lebera – Theodore Leber
- zespół Legga-Calvégo-Perthesa
- choroba Leigha
- zespół Leigha
- choroba Leinera
- zespół Lejeune’a (zespół kociego krzyku) – Jérôme Jean Louis Marie Lejeune
- choroba Lenègrego
- zespół Lennoxa-Gestauta – William Gordon Lennox, Henri Jean Pascal Gastaut
- zespół Leriche’a – René Leriche
- zespół Lescha i Nyhana – Michael Lesch, William Leo Nyhan
- zespół Lesera-Trélata – Edmund Leser, Ulysse Trélat
- choroba Leśniowskiego-Crohna – Antoni Leśniowski, Burrill Bernard Crohn
- choroba Letterera-Siwego (choroba Abta-Letterera-Siwego)
- dysplazja Lewandowsky’ego-Lutza (epidermodysplasia verruciformis) – Felix Lewandowsky, Wilhelm Lutz
- choroba Leva
- choroba Lhermitte’a-Duclosa – Jacques Jean Lhermitte, P. Duclos
- zespół Li-Fraumeni – Joseph F. Fraumeni Jr., Frederick Pei Li
- zapalenie wsierdzia Libmana-Sacksa – Emanuel Libman, Benjamin Sacks
- zespół Liddle’a – Grant W. Liddle
- choroba Lindaua (zespół von Hippla i Lindaua) – Arvid Lindau
- wrzód Lipschütza – Benjamin Lipschütz
- eozynofilowe zapalenie wsierdzia Löfflera
- zespół Loeysa-Dietza – Bart L. Loeys, Harry C. Dietz
- zespół Löfgrena – Sven Halvar Löfgren
- choroba Lou Gehriga (stwardnienie zanikowe boczne) – Lou Gehrig
- zespół Louis-Bar (ataksja-teleangiektazja) – Denise Louis-Bar
- zespół Lowe’a – Charles Upton Lowe
- zespół Lowna-Ganonga-Levine’a
- zespół Luceya-Driscolla
- angina Ludwiga – Wilhelm Friedrich von Ludwig
- zespół Lujana-Frynsa – Jean-Pierre Fryns
- zespół Lutembachera – René Lutembacher
- zespół Lyella – Alan Lyell
- zespół Lyncha – Henry T. Lynch
- zespół Łucji Frey – Łucja Frey

## M
- choroba Machado-Josepha – Astrogildo Machado
- zespół Maddocka
- deformacja Madelunga – Otto Wilhelm Madelung
- zespół Maffucciego – Angelo Maffucci
- uszkodzenie Maisonneuve
- zespół Majewskiego – Frank Majewski
- ziarniniak Majocchiego
- złamanie Malgaigne’a
- zespół Mallory’ego-Weissa – George Kenneth Mallory, Soma Weiss
- postać Marburga stwardnienia rozsianego – Otto Marburg
- zespół Weilla-Marchesaniego
- zespół Marchiafavy-Bignamiego – Ettore Marchiafava, Amico Bignami
- zespół Marchiafavy-Micheliego
- zespół Marcusa Gunna – Marcus Gunn
- zespół Marfana – Antoine Bernard-Jean Marfan
- zespół Mariego-Saintona (dysplazja obojczykowo-czaszkowa)
- zespół Marinescu-Sjögrena
- zespół Maroteaux-Lamy’ego – Pierre Maroteaux, Maurice Lamy
- zespół Marshalla-Smitha
- zespół Martina-Bell (zespół łamliwego chromosomu X) – James Purdon Martin, Julia Bell
- zespół Mauriaca
- anomalia Maya-Hegglina
- zespół Mayera-Rokitansky’ego-Küstera-Hausera
- choroba McArdle’a – Brian McArdle
- zespół McCune’a-Albrighta – Donovan James McCune, Fuller Albright
- zespół McKusicka-Kaufmana – Victor McKusick
- dysplazja przynasadowa McKusicka – Victor McKusick
- uchyłek Meckla – Johann Friedrich Meckel
- zespół Meckla – Johann Friedrich Meckel
- zespół Meige’a
- zespół Meigsa – Joe Vincent Meigs
- zespół Mendelsona – Curtis Lester Mendelson
- choroba Ménétriera
- choroba Ménière’a – Prosper Ménière
- choroba Menkesa
- choroba Meulengrachta (zespół Gilberta) – Jens Einar Meulengracht
- zespół Meretoja
- zespół Millarda i Gublera – Adolphe Marie Gubler, Auguste Louis Jules Millard
- zespół Millera Fishera
- choroba Milroya
- choroba Minora – Łazar Salomonowicz Minor
- zespół Mirizziego – Pablo Luis Mirizzi
- zespół Möbiusa
- blok typu Mobitza – Woldemar Mobitz
- zespół Moerscha-Woltmanna
- choroba Möllera-Barlowa
- dysplazja Mondiniego – Carlo Mondini
- choroba Mönckeberga
- miażdżyca Mönckeberga
- choroba Mondora
- choroba Mongego – Carlos Monge-Mendrano
- złamanie Monteggii – Giovanni Battista Monteggia
- encefalopatia alkoholowa Morela
- zespół Morgagniego-Adamsa-Stokesa – Giovanni Battista Morgagni, Robert Adams, William Stokes
- zespół Morgagniego-Stewarta-Morela
- zespół Morquio – Luís Morquio
- choroba Moschcowitza (zakrzepowa plamica małopłytkowa) – Eli Moschowitz
- zespół Mowata-Wilsona
- choroba Muchy-Habermanna
- zespół Muckle’a-Wellsa – Thomas Muckle, Michael Wells
- zespół Muira-Torre’a
- zespół Münchhausena – Hieronymus Carl Friedrich von Münchhausen

## N
- choroba Naito-Oyanagi –
- choroba Nasu-Hakoli
- zespół Nelsona
- zespół Neua-Laxovy – Richard L. Neu, Renata Laxova
- zespół Nezelofa
- choroba Niemanna-Picka – Albert Niemann, Ludwig Pick
- zespół Niikawy-Kuroki – Norio Niikawa, Yoshikazu Kuroki
- zespół Noonan – Jacqueline Anne Noonan
- zespół Nothnagela – Carl Nothnagel
- torbiel Nucka – Anton Nuck

## O
- zespół Ogilviego – William Heneage Ogilvie
- odmiana Ogna epidermolysis bullosa
- choroba Oguchi
- zespół Ohdo
- zespół Ohtahary
- choroba Olliera – Louis Xavier Édouard Léopold Ollier
- klątwa Ondyny – Ondyna
- zespół Opitza-G – John Marius Opitz
- zespół Opitza-Kaveggii – John Marius Opitz, Elisabeth G. Kaveggia
- choroba Ormonda
- choroba Osgooda-Schlattera – Robert Bayley Osgood, Carl B. Schlatter
- choroba Oslera (choroba Rendu, Oslera i Webera) – sir William Osler
- zespół Otella – Otello
- choroba Otto-Chrobaka
- znamię Oty

## P
- choroba Pageta kości – sir James Paget
- rak Pageta – sir James Paget
- zespół Pallistera-Hall – Philip David Pallister
- zespół Pallistera-Killiana – Philip Pallister, Wolfgang Killian
- guz Pancoasta – Henry Khunrath Pancoast
- zespół Parinauda – Henri Parinaud
- zespół Parkesa Webera
- choroba Parkinsona – James Parkinson
- postać Pasiniego epidermolysis bullosa
- zespół Pasqualiniego
- zespół Pataua – Klaus Patau
- zespół Pearsona – Hugh A. Pearson
- anomalia Pelgera-Huëta
- choroba Pelizaeusa-Merzbachera – Friedrich Pelizaeus, Ludwig Merzbacher
- zespół Pendreda – Vaughan Pendred
- zespół Peny-Shokeira
- zespół Peutza-Jeghersa – Johannes Laurentius Augustinus Peutz, Harold J. Jeghers
- zespół Perheentupy
- zespół Perlmana
- anomalia Petersa, zespół Petersa-plus
- choroba Peyroniego – Francois Gigot de la Peyronie
- zespół Pfeiffera – Rudolf Pfeiffer
- choroba Pfeiffera (mononukleoza zakaźna) – Emil Pfeiffer
- choroba Picka – Arnold Pick
- zespół Pickardta
- zespół Pierre’a Robina
- choroba Piersona – Reginald Pierson
- guz Pindborga – Jens Jørgen Pindborg
- choroba Plummera – Henry Stanley Plummer
- zespół Plummera-Vinsona – Henry Stanley Plummer, Porter Paisley Vinson
- zespół Polanda – sir Alfred Poland
- choroba Pompego – J.C. Pompe
- choroba Ponceta
- zespół Posnera-Schlossmanna
- choroba Potta – Percivall Pott
- sekwencja Potter – Edith Potter
- zespół Pradera-Williego – Andrea Prader, Heinrich Willi
- angina Prinzmetala – Myron Prinzmetal
- zespół Proteusza – Proteusz
- zespół Pyle’a – Edwin Pyle

## Q
- erytroplazja Queyrata – Louis Auguste Queyrat
- zapalenie tarczycy de Quervaina – Fritz de Quervain
- obrzęk Quinckego – Heinrich Irenaeus Quincke

## R
- zespół Raevena (zespół metaboliczny)
- zespół Ramsaya Hunta – James Ramsay Hunt
- tętniak Rasmussena – Fritz Valdemar Rasmussen
- zapalenie mózgu Rasmussena – Theodore Rasmussen
- choroba Raynauda – Maurice Raynaud
- choroba Reclusa – Paul Reclus
- choroba Refsuma – Sigvald Bernhard Refsum
- zespół Reitera – Hans Conrad Julius Reiter
- zespół Rendu-Oslera-Webera
- zespół Retta – Andreas Rett
- zespół Reye’a – Douglas Reye
- wole Riedla – Bernhard Moritz Carl Ludwig Riedel
- choroba Riggsa – John M. Riggs
- zespół Rileya-Daya – Richard Lawrence Day, Conrad Milton Riley
- choroba Rittera
- zespół Robertsona-Kihary
- zespół Robinowa – Meinhard Robinow
- choroba Rogera – Henri Louis Roger
- zespół Rogersa (zespół anoftalmiczno-przełykowo-genitalny)
- zespół von Rokitansky’ego-Cushinga
- zespół Rokitansky’ego-Hausera
- zespół Romano-Warda – Cesarino Romano, Owen Conor Ward
- zespół Rotha
- zespół Rothmanna-Makaia – Max Rothmann, Endre Makai
- Zespół Rothmunda-Thomsona – August Rothmund, Matthew Sydney Thomson
- zespół Rotora – Arturo Belleza Rotor
- zespół Rubinsteina-Taybiego – Jack Herbert Rubinstein, Hooshang Taybi
- zespół Ruvalcaby-Myhre-Smitha – Rogelio H.A. Ruvalcaba, S. Myhre, David Weyhe Smith

## S
- zespół Sakati – Nadia Awni Sakati
- zespół Saldino-Noonan
- choroba Sandhoffa – Konrad Sandhoff
- zespół Sanfilippo
- choroba Schamberga – Jay Frank Schamberg
- choroba Scheuermanna – Holger Werfel Scheuermann
- choroba Schildera – Paul Ferdinand Schilder
- zespół Schimmelpenninga-Feuersteina-Mimsa – Leroy C. Mims, Gustav Wilhelm Schimmelpenning, Richard C. Feuerstein
- zespół Schinzela-Giediona – Albert Schinzel, Andreas Giedion
- guz Schminckego-Regauda (niezróżnicowany rak nosogardła) – Alexander Schmincke, Claude Regaud
- zespół Schwartza-Jampela – Oscar Schwartz i Robert Jampel
- zespół Scotta
- zespół Seckela – Helmut Paul George Seckel
- zespół Seipa-Berardinelliego
- choroba Seitelbergera – Franz Seitelberger
- choroba Seligmanna
- choroba Severa
- zespół Sézary’ego – Albert Sézary
- zespół Sharpa
- zespół Sheehana – Harold Leeming Sheehan
- zespół Shulmana
- zespół Shy’a-Dragera – Glenn Albert Drager, George Milton Shy
- zespół Simmondsa – Morris Simmonds
- zespół Simpsona-Golabiego-Behmela
- zespół Sipple’a – John H. Sipple
- zespół Sjögrena – Henrik Samuel Conrad Sjögren
- nerwoból Sludera
- zespół Smith-Magenis
- zespół Smitha-Lemliego-Opitza
- złamanie Smitha – Robert William Smith
- zespół Sotosa – Juan Fernandez Sotos
- znamię Spitz – Sophie Spitz
- choroba Sprengla – Otto Gerhard Karl Sprengel
- choroba Stargardta – Karl Stargardt
- zespół Steele’a-Richardsona-Olszewskiego – Jerzy Olszewski, John C. Steele, John Clifford Richardson
- zespół Steina-Leventhala – Michael Leo Leventhal, Irving Freiler Stein
- choroba Steinerta (dystrofia miotoniczna)
- zespół Stevensa-Johnsona – Albert Mason Stevens, Frank Chambliss Johnson
- zespół Sticklera – G.B. Stickler
- zespół Strøma-Zollingera-Ellisona (zespół Zollingera-Ellisona) – Roar Strøm
- choroba Sturge’a-Webera – William Allen Sturge, Frederick Parkes Weber
- choroba Stilla (młodzieńcze idiopatyczne zapalenie stawów) – sir George Frederick Still
- zespół Sweeta – Robert Douglas Sweet
- zespół Swyera – G. I. M. Swyer
- zespół Swyera-Jamesa-McLeoda
- zespół Susaca
- znamię Suttona – Richard Lightburn Sutton
- pląsawica Sydenhama – Thomas Sydenham
- zespół Szereszewskiego-Turnera (zespół Turnera) – Nikołaj Adolfowicz Szereszewski, Henry Turner

## T
- choroba Taenzera – Paul Rudolf Taenzer
- choroba Takahary – Shigeo Takahara
- zespół Takatsuki (zespół POEMS)
- choroba Takayasu – Mikito Takayasu
- zespół Tapii – Antoni Garcia Tapia
- torbiel Tarlova
- choroba Taruiego – Seiichirō Tarui
- choroba Taya-Sachsa – Warren Tay, Bernard Sachs
- choroba Thomsena – Asmus Julius Thomas Thomsen
- zespół Tietzego – Alexander Tietze
- porażenie Todda – Robert Bentley Todd
- zespół Tolosy-Hunta
- zespół Tourette’a – Georges Albert Édouard Brutus Gilles de la Tourette
- zespół Townesa-Brocksa
- zespół Treachera Collinsa – Edward Treacher Collins
- zespół Turcota – Jacques Turcot
- hipoplazja Turnera
- zespół Turnera – Henry Turner

## U
- anomalia Uhla – Henry Stephen Magraw Uhl
- zespół Unny-Throsta – Herrmann Arthur Thost, Paul Gerson Unna
- choroba Unverrichta-Lundborga – Herman Bernhard Lundborg, Heinrich Unverricht
- zespół Upshawa-Schulmana
- zespół Ushera – Charles Howard Usher

## V
- choroba Vaqueza (czerwienica prawdziwa) – Louis Henri Vaquez
- zespół Vermy-Naumoffa
- zespół Vernera-Morrisona
- zespół Vogta-Koyanagiego-Harady – Einosuke Harada, Yoshizo Koyanagi, Alfred Vogt
- choroba Von Gierkego – Edgar Otto Conrad von Gierke
- zespół Volkmanna – Richard von Volkmann
- choroba von Recklinghausena (nerwiakowłókniakowatość typu 1) – Friedrich Daniel von Recklinghausen
- choroba von Willebranda – Erik Adolf von Willebrand
- choroba Vrolika (osteogenesis imperfecta) – Willem Vrolik

## W
- zespół Waardenburga – Petrus Johannes Waardenburg
- zespół Wagenmanna-Froboese’a – Curt Froboese
- makroglobulinemia Waldenströma – Jan Gösta Waldenström
- choroba Waldmanna
- zespół Wallisa-Zieffa-Goldblatta
- zespół Walkera-Warburg – Arthur Earl Walker, Mette Warburg
- zespół Wallenberga – Adolf Wallenberg
- zespół Warkany’ego 2 – Josef Warkany
- zespół Wartenberga
- zespół Waterhouse’a-Friderichsena – Rupert Waterhouse, Carl Friderichsen
- zespół Weavera – David D. Weaver
- choroba Webera-Christiana – Frederick Parkes Weber, Henry Asbury Christian
- odmiana Webera-Cockayne’a epidermolysis bullosa
- ziarniniakowatość Wegenera – Friedrich Wegener
- zespół Weilla-Marchesaniego – Georges Weill, Oswald Marchesani
- zespół Weissenbachera-Zweymüllera – G. Weissenbacher, Ernst Zweymüller
- periodyka Wenckebacha – Karel Frederik Wenckebach
- zespół Wernera – C.W. Otto Werner
- zespół Wermera – Paul Wermer
- encefalopatia Wernickego – Carl Wernicke
- zespół Westa – William James West
- postać Westphala
- choroba Whipple’a – George Hoyt Whipple
- zespół Whitakera
- zespół Wiedemanna-Rautenstraucha – Thomas Rautenstreuch, Hans-Rudolf Wiedemann
- zespół Wildervancka
- zespół Williamsa – J.C.P. Williams
- zespół Williamsa-Pollocka –
- guz Wilmsa – Max Wilms
- choroba Wilsona – Samuel Alexander Kinnier Wilson
- zespół Wiskotta-Aldricha – Alfred Wiskott, Robert Aldrich
- choroba Wohlfarta-Kugelberga-Welander – Gunnar Wohlfart, Erik Klas Henrik Kugelberg, Lisa Welander
- zespół Wolfa-Hirschhorna – Kurt Hirschhorn
- zespół Wolffa-Parkinsona-White’a – Louis Wolff, sir John Parkinson, Paul Dudley White
- zespół Wolframa – Don J. Wolfram
- choroba Wolmana – Mosze Wolman
- zespół van der Woude – Anne van der Woude
- zespół Wunderlicha – Carl Reinhold August Wunderlich

## X Y Z
- zespół Younga
- zespół Zellwegera – Hans Ulrich Zellweger
- uchyłek Zenkera – Friedrich Albert von Zenker
- zespół Zievego – Leslie Zieve
- zespół Zimmermana-Labanda
- zespół Zollingera-Ellisona – Robert Milton Zollinger, Edwin Homer Ellison
- zapalenie plazmakomórkowe żołędzi Zoona – Johannes Zoon
- łuszczyca von Zumbuscha – Leo Ritter von Zumbusch